# 奧地利的名稱

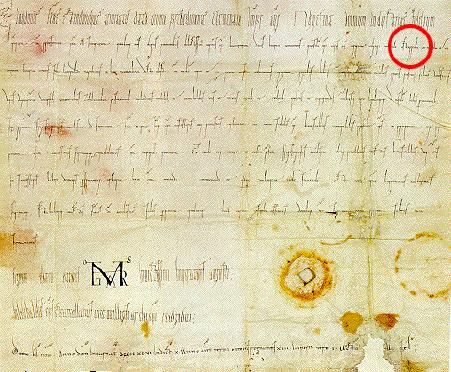
《Ostarrîchi 文件》，红色圆圈画着的就是奥地利的名称Ostarrîchi

奧地利的德文名稱源自古高地德語單詞 Ostarrîchi，意为“東方国度”，首次記錄在996年《Ostarrîchi 文件》中，當時用於稱呼奧地利藩侯国，这是976年成立的巴伐利亞公國的一个邊境地區。这个名字与奧斯特拉西亞（Austrasia）相似，奧斯特拉西亞是中世紀早期法兰克王国对其“東方土地”的稱呼。
古高地德語名稱與中古拉丁名稱 Marchia Orientalis（德语 March 意为边疆区；故此名意为“東部邊疆”，也可写作Marchia austriaca）相似。較短的拉丁化名稱奧地利（Austria）最早記錄於 12 世紀。它偶爾會導致混淆，因為雖然它在日耳曼語中表示“東”（ost），但它讓人聯想到拉丁語中的“南”（auster，如澳大利亚的国名）。
在12世紀，奧地利藩侯国被升格为公国，1453年升格為大公國，1804奥地利建立帝国，其间一直保留著德语和拉丁语的奥地利名称。
奥斯特马克（德語：Ostmark）是將東方边疆翻譯成標準德語的称谓，它從1938年德奥合并时開始正式使用，直到1942年。
現代的奥地利國家於1955年根據《奧地利國家條約》創建，正式名稱為奧地利共和國（德語：Republik Österreich）。